# Veselin Vujović
Veselin Vujović, född 19 januari 1961 i Cetinje, SFR Jugoslavien (nuvarande Montenegro), är en montenegrinsk handbollstränare och tidigare jugoslavisk handbollsspelare (vänsternia).
Som spelare vann han med det Jugoslaviens landslag OS-guld 1984 i Los Angeles och OS-brons 1988 i Seoul. 1988 blev han vald till Årets bästa handbollsspelare i världen av IHF.